# Wolfanówka
Wolfanówka, Wolfantówka, Prydnistrjanśkie (ukr. Вольфанівка, Придністрянське) – wieś na Ukrainie, w obwodzie winnickim, w rejonie jampolskim.